# Coras Fútbol Club
Para el equipo que fútbol fundador de la Primera División 'A', véase Deportivo Tepic.

Coras Fútbol Club, también conocido como Coras de Tepic o simplemente como Coras FC fue un equipo de fútbol profesional mexicano que compitió en la Liga de Ascenso de México. Tuvo como sede el Estadio Arena Cora en la ciudad de Tepic, Nayarit, México.
Fueron llamados Coras en honor al club fundado en la década de los 50's y que fuera fundador en la temporada 1994-95 de la Primera División 'A', el Deportivo Coras Tepic.

## Historia

### Liga de Ascenso de México
El 30 de mayo de 2014, durante la asamblea de dueños del Ascenso MX, el mandatario estatal Roberto Sandoval, hizo el anuncio oficial de la incorporación de Coras al Ascenso MX, acompañado de Juan Carlos Ortega y José Luis Real, exentrenadores que trabajan en las fuerzas básicas de Chivas.
Se oficializó el convenio deportivo con el Deportivo Guadalajara, y en el anuncio el gobernador Roberto Sandoval agradeció al propietario de las Chivas, Jorge Vergara, por apoyar la llegada de una nueva franquicia de Ascenso MX a Tepic, mediante la sociedad con los empresarios José Luis Higuera y Victor Arana.
El Gobierno de Nayarit se comprometió a adecuar los caminos para un fácil acceso al estadio, así como una mejora en su estacionamiento y acuerdos con el transporte público para tener rutas que transporten a los aficionados al inmueble.
El equipo conservó su nombre de Coras de Tepic y jugó en el Estadio Arena Cora, mientras que Juan Carlos Ortega fungió como Director Deportivo del proyecto y José Luis Real como un enlace entre la directiva tapatía y el Gobierno de Nayarit.
Sobre el plantel, Manuel Herrero, expresidente de Chivas, informó que cerca de 20 jóvenes de las Fuerzas Básicas de Chivas llegarían a Tepic para defender los colores de los Coras de Tepic y conformar el plantel.  Además, anteriormente se había dado a conocer que se haría seguimiento del talento local, y jugadores que estuvieron con Coras en la Segunda División estarían incorporados al plantel de la Liga de Ascenso.
En su Primera Campaña, lograron una temporada sobresaliente, perdiendo solo 2 juegos, y manteniéndose como líder general en 9 fechas, terminando con 27 unidades, en semifinales, venció al Altamira, llegando a la final por primera vez en su historia, misma que perdería con su similar de Necaxa. Siendo esta su única liguilla durante su historia en la categoría de plata del fútbol mexicano.
A partir de su segundo torneo el equipo comenzó a decaer en su rendimiento, quedando fuera de la Liguilla al terminar en novena posición, posteriormente ocuparía la undécima plaza en las competiciones de Apertura 2015 y Clausura 2016. En la primera vuelta de la temporada 2016-2017 finalizaría de nuevo en el puesto nueve quedándose a cuatro puntos de la liguilla. Finalmente, en su última campaña de nuevo se quedó en las orilla de los cuartos de final al concluir a un punto del octavo lugar.

### Mudanza a Zacatepec
Desde que culminó el torneo Apertura 2016 de la Liga de Ascenso MX, ya se comenzaba a especular sobre el descontento de la directiva ante la muy baja respuesta de la afición nayarita hacia los Coras, aunado al mal desempeño del equipo durante sus últimas campañas y problemas logísticos con el traslado al estadio. Era común y constante ver al propietario del equipo, José Luis Higuera, enfrascarse con aficionados tepiqueños desde su cuenta de Twitter, donde en repetidas ocasiones se le veía reclamando al público por haberle dado la espalda al equipo. 
Al finalizar el torneo Clausura 2017, se comenzó a ver a varios de los jugadores de los Coras despidiéndose de la afición nayarita mediante sus redes sociales, aseverando que su nuevo destino se encontraba en tierras morelenses. 
Para finales de mayo de 2017 y luego de tres años y seis temporadas en la ciudad de Tepic, el Coras Fútbol Club pone fin a su corta historia y cambia de ciudad apuntando como nueva sede al Estadio Agustín Coruco Díaz, en Zacatepec, en Morelos, donde jugaría a partir torneo Apertura 2017. 

## Estadio
Durante su paso por la Liga de Ascenso MX, los Coras tuvieron como sede el Estadio Arena Cora, localizado al oriente de la ciudad de Tepic, en la zona de Las Canteras. Dicho inmueble ya había sido utilizado para la práctica del fútbol profesional cuando fungió como casa de los Coras del Deportivo Tepic en su andanza por la Liga Premier de México, de 2011 a 2014.

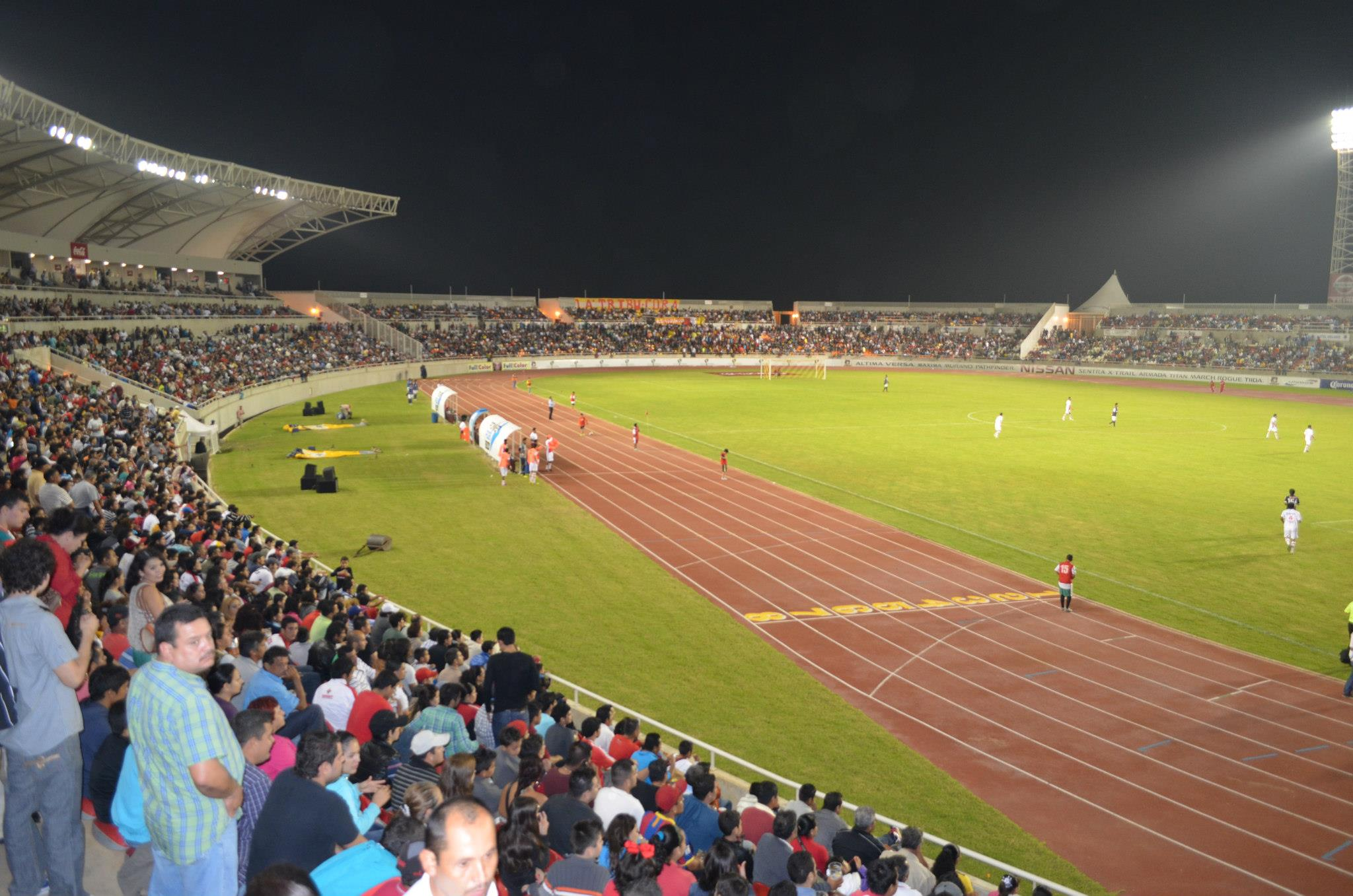
Estadio Arena Cora.

El Coloso de Camichín, como lo bautizaron medios locales, también recibió partidos oficiales de los Coras FC contra equipos de primera división gracias a la Copa MX, torneo que enfrentaba a los equipos mejores posicionados de la Liga MX y la Liga de Ascenso MX, dándole la oportunidad a La Tribu de medirse tanto de local como de visitante a escuadras como el Club América, Deportivo Guadalajara, Cruz Azul, Atlas, Xolos, Santos Laguna, entre otros. Lograría su mejor participación en este certamen en la Copa MX Clausura 2016, al clasificarse como primer lugar del grupo por encima de sus rivales de grupo Atlas, Xolos y Murciélagos de Los Mochis. Siendo sin duda uno de los encuentros más recordados por la afición nayarita el partido correspondiente a la segunda jornada del torneo Copa México Clausura 2017 entre Coras FC y el Club América, partido disputado ante un Arena Cora abarrotado y donde el equipo local se impuso con un marcador de 3-2 ante los entonces dirigidos por Ricardo La Volpe.

## Escudo
El escudo utilizado por los Coras Fútbol Club constaba de la imagen de un "Cora" mirando desafiantemente hacia la derecha, el cual lleva puesto un sombrero típico de la etnia localizada en Nayarit. El fondo consta de una placa estilizada con los colores amarillo mostaza y rojo, colores que han caracterizado al equipo local de Tepic desde su fundación en 1959.

## Afición
Con el renacimiento del Coras FC, se da el regreso de "La Tribu Cora", además de "La Mafia Cora" y la tradicional "Melolenga", barra que alentaba al equipo del pueblo desde sus inicios en el extinto Estadio Nicolás Álvarez Ortega, ubicado anteriormente en el centro de Tepic, siendo la primera la que cuenta con mayor número de seguidores.

## Patrocinadores
Los patrocinadores principales durante su incursión en la Liga de Ascenso MX fueron:
- Coca-Cola
- Corona
- Tower Pizza
- Riviera Nayarit
- Megacable
- Nissan Tepic
- Teva
- Ultra Laboratorios

## Datos del club
- Temporadas en 1.era División: 0
- Temporadas en Liga de Ascenso de México: 6
- Finales por el título Liga de Ascenso de México: 1 (Apertura 2014)
- Copa México: 6

## Uniforme
El Coras Futbol Club se caracterizó por darle continuidad a sus tradicionales colores principales de La Tribu Cora, que son el amarillo y rojo, esta gama ha estado presente en todos los uniformes del equipo, así como en el escudo desde su fundación en 1959.

### Evolución del Uniforme
|  |  |  |

### Uniformes Actuales
- Uniforme local: Camiseta blanca con detalles guindos y amarillos, pantalón blancasy medias blancas.
- Uniforme visitante: Camiseta guinda con amarillo, pantalón guindas y medias guindas.

| Primer Uniforme | Segundo Uniforme |

### Uniformes anteriores
| 2018-2019       | 2018-2019        | 2018-2019       | 2018-2019 | 2018-2019 | 2018-2019 | 2018-2019 | 2018-2019 | 2018-2019 | 2018-2019 | 2018-2019 | 2018-2019 |
| --------------- | ---------------- | --------------- | --------- | --------- | --------- | --------- | --------- | --------- | --------- | --------- | --------- |
| Primer Uniforme | Segundo Uniforme |                 |           |           |           |           |           |           |           |           |           |
| 2017-2018       |                  |                 |           |           |           |           |           |           |           |           |           |
| Primer Uniforme | Segundo Uniforme |                 |           |           |           |           |           |           |           |           |           |
| 2016-2017       |                  |                 |           |           |           |           |           |           |           |           |           |
| Primer Uniforme | Segundo Uniforme | Tercer Uniforme |           |           |           |           |           |           |           |           |           |
| 2015-2016       |                  |                 |           |           |           |           |           |           |           |           |           |
| Primer Uniforme | Segundo Uniforme | Tercer Uniforme |           |           |           |           |           |           |           |           |           |

En su época en el Ascenso MX, la marca deportiva que se encargó de diseñar y confeccionar la indumentaria fue Romed, con unos uniformes con dos franjas diagonales en color amarillo mostaza y vino tinto. Pasando brevemente por la marca Bee Sport.

## Jugadores

### Plantilla y cuerpo técnico

#### Jugadores destacados
Al ser un equipo filial y enfocado a formar talentos para el primer equipo del Club Guadalajara, los Coras FC se encargaron de darle continuidad al proyecto del Club Deportivo Tapatío y a los jugadores que este había venido formando, tal es el caso de:
- Raúl "el dedos" López
- Luis García Palomera
- Fernando "el oso" González
- Ángel Saldivar
- Carlos Cisneros
- Michael Pérez
- Guillermo Martínez
- Sergio Flores
- Mateus Gonçalves Martins
- Eder Pacheco
- Adolfo "el Bofo" Bautista

#### Directores Técnicos
Los Coras nunca fueron un equipo que se caracterizara por darle continuidad a sus entrenadores, razón por la cual no hubo un Director Técnico que durara más allá de un torneo, siendo el orden el siguiente:
- Joel "El Tiburón" Sánchez, primer DT del equipo y quien los llevara a la final en su temporada debut. Renunció inmediatamente después de perder la final.
- Mauro Camoranesi,[5] el campeón del mundo finalizó en el noveno lugar general y fue cesado tras no lograr clasificar a la liguilla.
- José Luis González China
- Hernán Cristante,[6] duró apenas unas cuantas jornadas en el banquillo tepiqueño, antes de ser fichado por el Deportivo Toluca Fútbol Club.
- Ramón Morales[7]
- Marcelo Michel Leaño,[8] último entrenador de la historia de los Coras FC.

## Categorías inferiores
El proyecto deportivo de Coras Fútbol Club incluyó dentro de su estructura al equipo de Segunda División Deportivo Tepic FC, mismo que hasta la llegada de la franquicia de Ascenso MX era administrado por el Gobierno del Estado de Nayarit.

### Segunda División Liga Premier
En dicho circuito, los Coras FC tomaron las riendas del equipo que el gobierno de Nayarit se encargó de gestionar durante varias campañas y con el que la gente ya había creado un vínculo. Esta vez compitiendo en la Serie B de dicha categoría, toda vez que ya no contaba con derecho a ascenso al ser filial del equipo de la Liga de Ascenso MX.

### Cuarta y Quinta División
En busca de descubrir y formar talentos jóvenes de la entidad, el Coras Fútbol Club contaba con academias de fútbol varonil y fútbol femenino. Las cuales competían tanto en ligas amateur como en categorías de fuerzas básicas del sector profesional mexicano.

## Presidentes
- José Luis Higuera Barberi
- Victor Arana de la Garza

## Palmarés

### Torneos oficiales
| Competición nacional            | Títulos | Subcampeonatos |
| ------------------------------- | ------- | -------------- |
| Liga de Ascenso de México (0/1) | Ninguno | Apertura 2014. |

## Temporadas
| Temporada     | División   | Posición                     |
| ------------- | ---------- | ---------------------------- |
| Apertura 2014 | Ascenso MX | 1o. (subcampeón)             |
| Apertura 2014 | Copa MX    | 2o. de grupo (no clasificó)  |
| Clausura 2015 | Ascenso MX | 9o.                          |
| Clausura 2015 | Copa MX    | 2o. de grupo                 |
| Apertura 2015 | Ascenso MX | 11o.                         |
| Apertura 2015 | Copa MX    | 3o. de grupo                 |
| Clausura 2016 | Ascenso MX | 11o.                         |
| Clausura 2016 | Copa MX    | 1o. de grupo (4tos de final) |
| Apertura 2016 | Ascenso MX | 9o.                          |
| Apertura 2016 | Copa MX    | 3o. de grupo                 |
| Clausura 2017 | Ascenso MX | 9o.                          |
| Clausura 2017 | Copa MX    | 3o. de grupo                 |